# Samuel Ahlgren
Johan Samuel Ahlgren, född 10 december 1764 i Stockholm, död 12 augusti 1816 i Hovförsamlingen, Stockholms stad, var en svensk skådespelare som ingick i Dramatens första pionjärtrupp, och var en av dess viktigaste medlemmar. Han var anställd vid Dramaten 1788–94 och 1796–1816 och vid Munkbroteatern 1795–96. Ahlgren hade också den formella titeln hovkvartermästare, en titel av det slag som Gustav III ofta gav till skådespelare för att motverka det vid denna tid utbredda föraktet för yrket.

## Biografi och karriär
Ahlgren föddes 10 december 1764 i Stockholm som son till kamreraren Lars Ahlgren och Elisabet Fredrika Fredriksson. Han gifte sig 1793 med Albertina Griberg.
Han verkade först som kanslist i amiralitetskollegium, var extraordinarie kanslist i överståthållarämbetet för politiärende, vice auditör och anställdes därefter vid den av Adolf Fredrik Ristell nyinrättade teatern i Stora Bollhuset. På denna scen debuterade han 18 december 1787 som Silfverankar i Det oskyldiga bedrägeriet. Han spelade både skurkroller och hjälteroller, beskrevs som en skönhet med ren och klar stämma och berömdes för sitt tydliga uttal och sin kroppshållning. På grund av sitt utseende var han populär i älskarroller, men viss kritik fick han för en tendens att överspela på grund av sitt hetsiga temperament.
Hans paradroll var Axel Oxenstierna i Drottning Kristina (1790). Han spelade också Soliman i Soliman II eller de tre sultaninnorna 1789, Appius i Virginia och Johan Gyllenstjerna i Siri Brahe och Johan Gyllenstierna 1790.
Ahlgren och Abraham de Broen omtalas som de mest självständiga skådespelarna i Dramaten. Mellan 1788 och 1803 styrdes teatern av aktörerna själva under överinseende av akademin. Detta styre var kaotiskt på grund av aktörernas svårighet att komma överens, men också på grund av akademins föraktfulla arrogans och förakt för skådespelaryrket och hårda disciplinära metoder mot aktörerna. Det var särskilt märkbart under den tid då Gustaf Mauritz Armfelt var akademins representant. Ahlgren och de Broen var de som mest råkade i konflikt med Armfelt, och som av honom ansågs bråkigast. Armfelt skrev:
”Det är endast med den yttersta stränghet man kan styra detta pack, och så snart de försökte morska upp sig, lät jag mitt på scenen de Broen få smaka käppen och örfilade upp Ahlgren, och jag var så fast besluten att fortfara med detta styrelsesätt, att jag skulle ha skurit av öronen av dem, ifall någon av dessa herrar understått sig att tala om några rättigheter.”
Han slutade 1789 på grund av missnöje med andre direktör Clewberg men engagerades igen på kungens önskan. I september 1794 utmanade han direktör baron Claes Rålamb på duell efter ett gräl då han gett ett ”näsvist” svar till Rålamb; han hade också svårt för direktionens nedlåtande attityd mot aktörerna och ansåg sig jämbördig med Rålamb på grund av sin titel som kunglig ämbetsman. Duellen skulle utspelas efter föreställningen men Rålamb skvallrade för hertig Karl, som satte honom i kungliga högvakten. Ahlgren avskedades från Dramaten och miste hovkvartesmästartiteln, trots att både han själv och sedan hans fru knäböjde inför regenten. Han övergick 1795 till Stenborgs Teater där han blev entusiastiskt emottagen och spelade huvudrollerna i Öfverlöparen och Beverlei samt den manliga huvudrollen i Montrose och Amelie. Han återkom till Dramaten redan nästa år, 1796.
Åren 1789–1810 verkade han som teaterns ordningsman tillsammans med Lars Hjortsberg och Andreas Widerberg. Ahlgren anlade 1802 en spelkortsfabrik, som han dock redan 1806 blev tvungen att sälja. Under 1812 blev han styresman vid Dramatiska teatern. Han avgick som skådespelare 1815 och avled den 12 augusti 1816 under sin sommarvistelse vid Djurgårdsbrunn.